# Agalma clausi
Agalma clausi is een hydroïdpoliep uit de familie Agalmatidae. De poliep komt uit het geslacht Agalma. Agalma clausi werd in 1888 voor het eerst wetenschappelijk beschreven door Bedot. 